# Ширванизаде Мехмед Рюшди-паша
Ширванизаде Мехмед Рюшди-паша (азерб. Şirvanizade Məhməd Rüşdi Paşa, тур. Şirvanizade Mehmed Rüşdi Paşa, 1828, Амасья — 23 сентября 1874, Эт-Таиф) — османский государственный деятель, великий визирь Османской империи (15 апреля 1873 — 15 февраля 1874).

## Биография
Родился в 1828 году в Амасье. По национальности азербайджанец. Его отцом был шейх Исмаил Ширвани, один из старейшин секты Халидия, основатель движения мюридизма и основоположник накшибандийского тариката на Кавказе, родившийся в селе Кюрдамир в Ширванском ханстве, поэтому Мехмед получил прозвище Ширванизаде. Его семья эмигрировала из Закавказья в Анатолию (Амасья), когда русские войска вторглись в Ширван. Мехмед получил начальное образование в Амасье. В 1850 году он переехал в Стамбул и продолжил своё образование в медресе мечети Баязет.
В 1861 году Мехмед Рюшди-паша стал членом меджлиса. В 1863 году он был назначен визирем и наместником Дамаска. В 1864 году Дамаск и Сайда были объединены в одну провинцию — Сирия, наместником этой провинции стал Ширванизаде Мехмед Рюшди-паша.
В 1865 году он вернулся в Стамбул и был министром вакуфов, затем в том же году назначен министром финансов. В 1868 году к посту министра финансов была добавлена должность главы казначейства. Ширванизаде напрямую связывался с султанским дворцом и действовал без консультаций с великим визирем Мехмедом Эмин Али-пашой по некоторым вопросам и даже был несогласным с его политикой. В 1871 году Ширванизаде Мехмед Рюшди-паша был переведен на должность министра внутренних дел, а затем вторично был назначен министром финансов.
7 сентября 1871 года великий визирь Мехмед Эмин Али-паша скончался, новым великим визирем был назначен Махмуд Недим-паша. Махмуд Недим-Паша, считая Ширванизаде Мехмета Рушди-Пашу своим противником, освободил его от занимаемой должности и отправил в ссылку в Амасью. В июле 1872 года Махмуд Недим-паша был освобожден от занимаемой должности великого визиря, этот пост занял Мидхат-паша. Последний вернул Ширванизаде Мехмеда Рюшди-пашу из ссылки в столицу. С 1872 по 1873 год он вторично занимал должность министра вакуфов. В 1873 году он в третий раз был назначен министром финансов.
15 апреля 1873 года Ширванизаде Мехмед Рюшди-паша был назначен великим визирем Османской империи, но уже 15 февраля 1874 года он освобожден от занимаемой должности, которую занял Хусейн Авни-паша.
27 мая 1874 года Ширванизаде Мехмед Рюшди-паша был назначен губернатором Халеба, но он отказался от этого назначения. 25 июля 1874 года он получил должность наместника Хиджаза, куда и отбыл. 23 сентября того же года Ширванизаде Мехмед Рюшди-паша скончался в Эт-Таифе, где и был похоронен.